# Бородин, Виктор Иванович
Виктор Иванович Бородин (род. 24 октября 1950 года в селе Орловка Кировского района Ставропольского края, РСФСР, СССР) — советский и российский политический деятель, депутат Государственной думы I созыва

## Биография
В 1973 году по окончании Одесского политехнического института получил специальность «автоматика, телемеханика». С 1973 по 1977 год работал в Георгиевском филиале трансформаторного завода «Изумруд» инженером-технологом, начальником цеха. В то же время избирался членом Георгиевского городского комитета ВЛКСМ, членом бюро горкома, возглавлял комсомольскую организацию Георгиевского филиала завода «Изумруд».
С 1977 по 1982 год работал первым секретарём Георгиевского городского комитета ВЛКСМ. С 1982 по 1984 год работал секретарём парткома КПСС Георгиевского арматурного завода.
С 1984 по 1991 год работал председателем Георгиевского горисполкома, избирался в депутаты Ставропольского краевого совета народных депутатов. С 1991 по 1993 год — глава администрации города Георгиевска и Георгиевского района.
В 1993 году был выдвинут группой избирателей кандидатом и избран депутатом Государственной думы I созыва по Георгиевскому одномандатному избирательному округу № 53. В Государственной думе был членом комитета по вопросам местного самоуправления, был членом депутатской группы «Россия».
В 1995 году во время теракта в городе Будённовске добровольно сдался в заложники банде Басаева на время отхода террористов на территорию Чечни.